# Языки Того

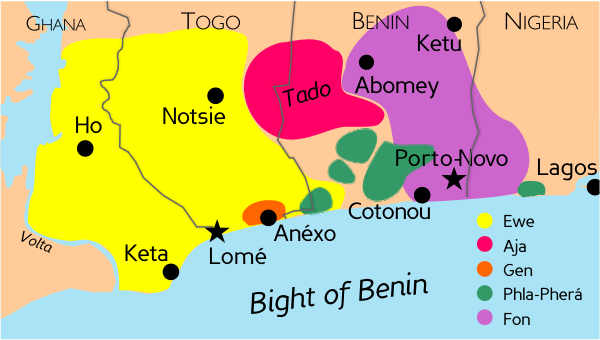
Карта, где показано распределение различных языков гбе (после Капо 1988, 1991)

Того — многоязычная страна, в котором говорят на 39 языках. Из них официальным языком является французский. Два из самых распространённых языков коренных народов в 1975 году были официально назначены в качестве национальных языков: кабийе и эве.
Среди других языков Того, мина (диалект эве-говорящих в городе Ломе) служит как рабочий язык на юге округа Мобаа, язык тем (также называется котоколи) и фула. Большинство языков коренных народов страны могут делиться на две группы: языки гур на севере, языки ква на юге.
Два государственных языка используются в регионах: эве на юге от города Ломе к городу Блитта, а кабье на севере.
По данным международной организации франкоязычных стран (МОФ) на 2022 год 41 % населения Того владеет французским языком.

## Список языков
В Того 39 языков:

| - Агуна - Адангбе - Аделе - Аджа - Акаселем - Акебу - Ании - Ануфо - Баго-кусунту - Биса - Боргу-фульфульде | - Вачи-гбе - Вуду - Ген - Гиньянга - Гурманчема - Дело - Дитаммари - Западный хула-гбе | - Иго - Икпосо - Ифе - Кабийе - Конкомба - Кпеси - Лама - Лукпа - Махи-гбе - Мийобе - Моба - Мооре - Наудм - Нгангам - Нтчам | - Северный наго - Тем - Фон - Французский язык - Эве |